# Henri-Fontaine
Pour les articles homonymes, voir Henri Fontaine (homonymie) et Fontaine.
Le Henri-Fontaine ou Henrifontaine est un ruisseau du bassin de l'Escaut (Belgique). Sa longueur est de 10 km.

## Description
Il prend sa source entre Cras-Avernas et Bertrée et traverse plusieurs villages de la commune de Hannut avant de rejoindre la Petite Gette à Orp-le-Petit (Orp-Jauche). Citons entre autres Avernas, dont le nom est lié à l'ancien nom du ruisseau, l'Abaron ; Grand Hallet et Petit Hallet. La source du Henri-fontaine se situe au pied d'un grand chêne et est depuis longtemps liée à la culture du cresson, demandant une eau de bonne qualité. Malheureusement, et malgré les travaux d’égouttage, le Henri-Fontaine est pollué en aval par les villages qui le jouxtent ou qui jouxtent ses affluents. Ainsi, le Ruisseau de Poucet, qui recueille les eaux usées de Poucet, Trognée et Cras-Avernas rejoint le Henri-fontaine peu après sa source. Le Ruisseau possède de nombreuses sources secondaires et un autre affluent : l'Absoul, qui prend sa source près de Thisnes.